# Hollywood Handicap
Hollywood Handicap est un court métrage américain réalisé par Buster Keaton, sorti en 1938.

## Fiche technique
- Titre original : Hollywood Handicap
- Réalisation : Buster Keaton
- Société de production : Metro-Goldwyn-Mayer
- Producteur : Louis Lewyn
- Pays d'origine :  États-Unis
- Langue originale : anglais
- Durée : 10 minutes
- Dates de sortie :
  - États-Unis : 28 mai 1938

## Distribution
- The Original Sing Band
- Charles Ruggles
- Mickey Rooney
- Stuart Erwin
- June Collyer
- Charles Butterworth
- Al Jolson